# بمب پستی

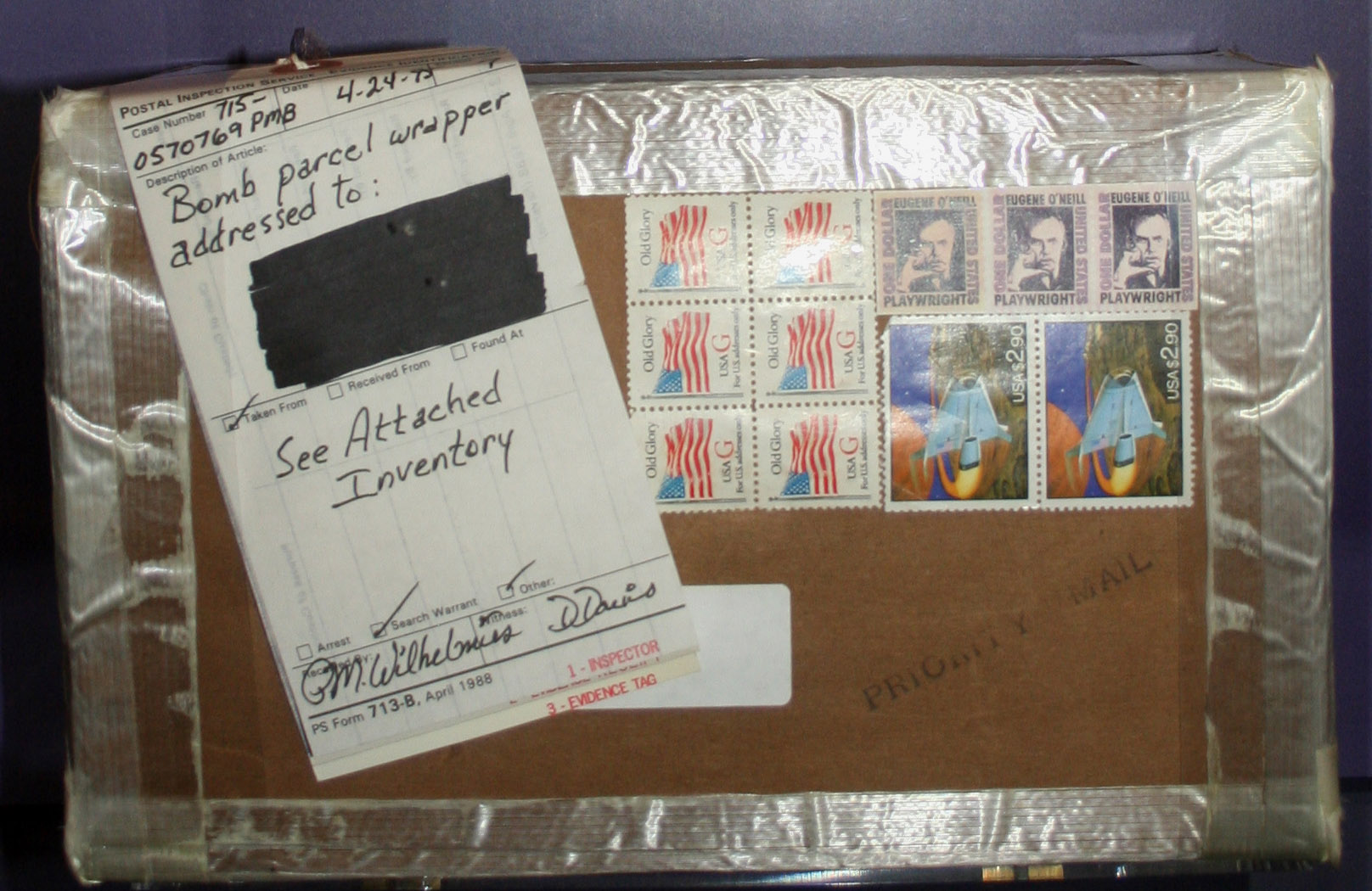
یک بمب پست الکترونیکی در نمایشگاه موزه ملی پستی

بمب پستی یا بمب نامه ای (انگلیسی: Letter bomb) که به نام‌های بسته بمب‌گذاری شده، بمب یادداشت، بمب پیام، بمب هدیه، بمب پیشکش، بمب تحویلی، بمب پستخانه ای، نیز نامیده می‌شود، یک وسیله انفجاری ارسالی از طریق خدمات پستی است، و با هدف زخمی‌کردن یا کشتن گیرنده در هنگام باز کردن آن طراحی شده‌است. این بمبها در ترورهای اسرائیل و در حملات تروریستی از جمله یونابامر مورد استفاده قرار گرفته‌اند.
برخی از کشورها دارای آژانس‌هایی هستند که وظایفشان شامل ممانعت از ارسال بمبهای نامه‌ای و تحقیق دربارهٔ آن‌ها می‌باشد. نامه‌های بمبی احتمالاً از زمانی که خدمات پست معمولی شروع شده وجود داشته‌اند و تقریباً از سال ۱۷۶۴ مورد استفاده قرار گرفته‌است.

## توضیحات
بمب نامه‌ای معمولاً طوری طراحی می‌شود تا بلافاصله در هنگام باز شدن منفجر شود، و هدف آن مجروح کردن یا کشتن گیرنده می‌باشد. (که ممکن است همان فردی نباشد بمب برای وی ارسال شده‌است). یک تهدید دیگر در بسته‌های پستی وجود پودرهای ناشناخته یا مواد شیمیایی است، همان‌طور که در حملات سال ۲۰۰۱ مورد استفاده قرار گرفت.

## بازدارندگی
بمبهای نامه ای، همراه با مین‌های ضدنفر، نمونه‌های معمولی از هستند موضوع مطالعه و ثبت اختراع تحت کنوانسیون ثبت اختراع اروپا، به دلیل اینکه انتشار یا بهره‌برداری از چنین اختراعاتی خلاف «نظم عمومی» یا اخلاق هستند حذف شده‌اند. (ماده ۵۳ (الف) EPC . [2])

## مثال‌ها

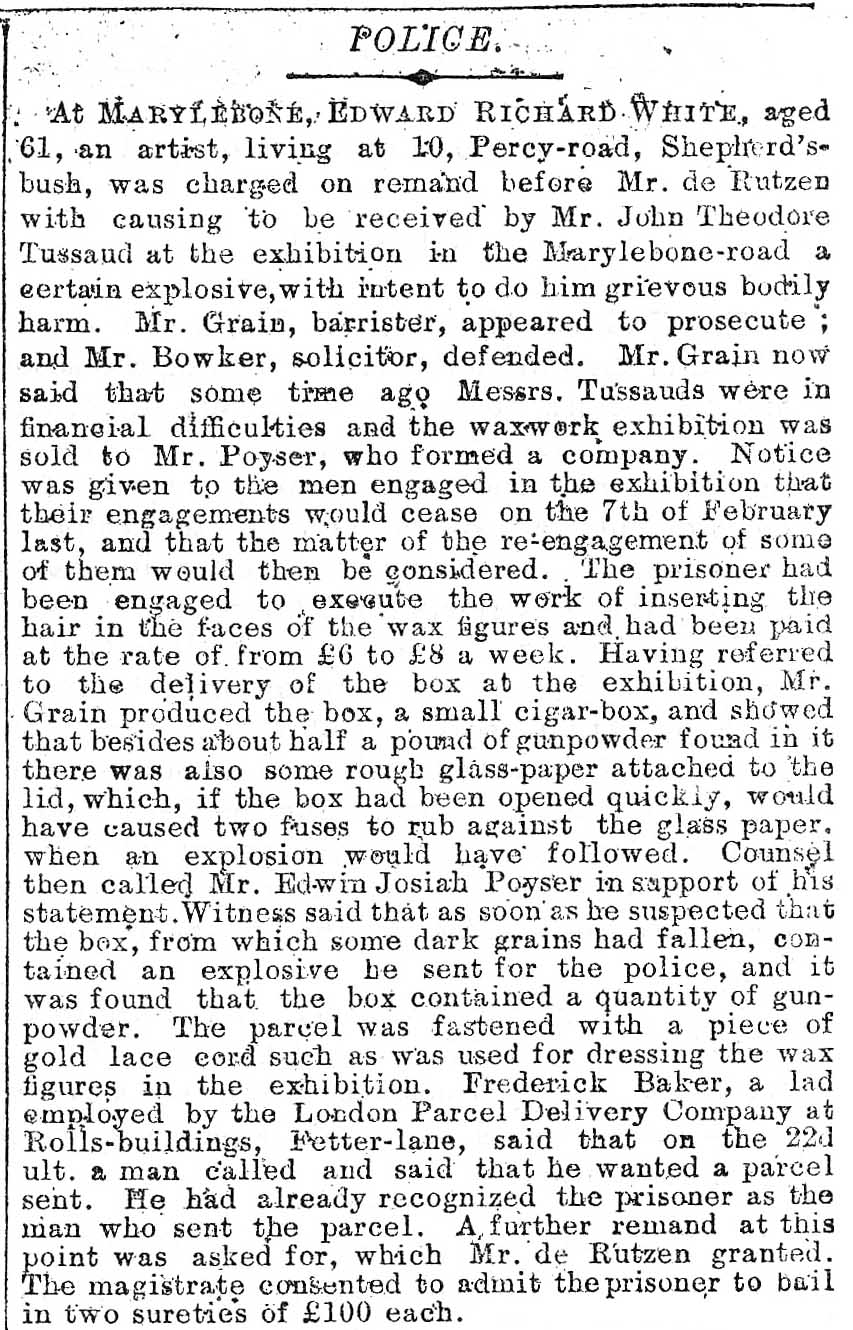
بخشی از بمب نامه‌ای در سال ۱۸۸۹ برای موزه مادام توسو ارسال شده بود.

- یکی از اولین بمب‌های پستی جهان در قرن هیجدهم در دفتر خاطرات رسمی مورخ دانمارکی بول ویلوم لوکسدرف ذکر شده‌است. دفتر خاطرات او عمدتاً شامل اخبار دانمارک و خارج از کشور است. در تاریخ ۱۹ ژانویه ۱۷۶۴ او چنین می‌نویسد: سرهنگ پولسون ساکن در برگلوم ابی یک جعبه توسط پست برای وی فرستاده می‌شود. وقتی او آن را باز می‌کند، شامل باروت و فتیله‌ای بوده که آتش می‌گیرد، در نتیجه، او به شدت مجروح می‌شود. در ۱۵ فوریه همان سال می‌گوید: سرهنگ پولسن نامه‌ای را در آلمان دریافت می‌کند که در آن نوشته شده بود که به زودی دوز آن افزایش خواهد یافت. این اشاره به دوز باروت در جعبه است. مجرمان هرگز پیدا نشدند.[۲] در یک مبحث بعدی، لوکسدروف اشاره کرده‌است که یک بمب مشابه در سال ۱۷۶۴، در ساوانا در ایتالیا نیز مورد استفاده قرار گرفته‌است.[۳]
- ژوئن ۱۸۸۹: ادوارد وایت، که قبلاً یک هنرمند در مادام توسادز بود، ادعا کرد پس از اخراج، یک بمب بسته‌ای برای جان تئودور تیسو فرستاده‌است.[۴]
- ۲۰اوت ۱۹۰۴: یک مرد سوئدی به نام مارتین اکنبرگ یک بمب پستی به کارل فردریک لاندین در استکهلم فرستاد. این بسته حاوی یک جعبه با گلوله و مواد منفجره بود.[۵]
- ۱۹۱۵: معاون رئیس‌جمهور ایالات متحده آمریکا توماس مارشال هدف یک اقدام تروریستی با بمب بسته‌ای قرار گرفت.[۶]
- ۱۹۴۶: چندین مقام ارشد بریتانیا، از جمله سر استفورد کریپس، ارنست بویین و آنتونی ادن، بمبهای نامه‌ای دریافت کردند که ظاهراً توسط گروه صهیونیست افراطی استرن گنگ ارسال شده بود.
- ۱۹۴۷: چندین بمب نامه‌ای به پرزیدنت هری ترومن در کاخ سفید ارسال شد. آن‌ها توسط کارکنان پست کاخ سفید کشف شدند که از قبل مقامات بریتانیایی به آن‌ها هشدار داده شده بود. ادعا می‌شود که توسط باند استرن گنگ ارسال شده بود.
- ۳۰ اوت ۱۹۵۸: یک بمب بسته‌ای توسط نگو دین نوه، برادر کوچکتر و مشاور ارشد نگو دین دیم، رئیس‌جمهور ویتنام جنوبی، برای پادشاه سیانوک کامبوج ارسال شد ولی موفق به کشتن وی نشد.
- ۱۹۶۱: آلوئیس برونر جنایتکار جنگی نازی‌ها، یک بمب نامه‌ای را دریافت کرد که باعث از دست دادن چشمانش شد. در سال ۱۹۸۰، یک بمب نامه‌ای دیگر برای او ارسال شد که باعث قطع انگشتان دست چپ شد.
- دو کارمند پستی در دمشق کشته شدند. فرستنده‌ها ناشناخته هستند، اما برخی مأموران اطلاعاتی اسرائیل موساد را متهم به این اعمال می‌کنند.[۷][۸]
- دهه ۱۹۶۰، ۱۹۷۰ و اوایل دهه ۱۹۸۰: چندین سازمان تروریستی در آرژانتین مانند مونتنروس و ای آر پی بمبهای نامه‌ای را به سلاح‌های خود افزودند.
- دسامبر ۲۸، ۱۹۷۷: در مالت، کارن گرچ، ۱۵ ساله، هنگامی که یک نامه بمب‌گذاری شده که برای پدرش ادوین گرچ ارسال شده بود را باز کرد، کشته شد. در همان روز، یک بمب دیگر به نماینده حزب کارگر دکتر پل چتکوتی کاروانا فرستاده شد، اما منفجر نشد.
- اواخر دهه ۱۹۷۰ تا اوایل دهه ۱۹۹۰: تئودور کزینسکی، «یونابامر»، در یک سری از بمب پستی در ایالات متحده سه نفر کشته و ۲۳ تن زخمی شدند.[۹]
- اوت ۱۷، ۱۹۸۲: روت اول، فعال ضد آپارتاید کمونیست آفریقای جنوبی توسط یک بمب بسته‌ای ارسال شده توسط دولت آفریقای جنوبی به خانه خود در موزامبیک کشته شد.
- اوت ۱۹۸۵: یک زن در روتورا، نیوزیلند، میشل استوکوویچ، پس از اینکه یک بسته پستی که حاوی تعدادی از چوب ژلنژیت را باز کرد کشته شد. شوهر خانم استوکوویج، دیوید استیکویچ، دستگیر شد و در نهایت مجرم به قتل شد.[۱۰]
- ۱۹ اکتبر ۱۹۸۶: دلا گیوا، یک روزنامه‌نگار نیجریه و سردبیر مجله نیوز واچ با یک بمب پست کشته شد، ادعا می‌شود که این بمب توسط دیکتاتور سابق نیجریه، ژنرال ابراهیم باباگیدا ارسال شده بود؛ ولی وی هرگز همدستی در ارسال بمب را نپذیرفته‌است.
- دسامبر ۱۶، ۱۹۸۹: رابرت اسمیت ونس، قاضی فدرال ایالات متحده، بلافاصله بعد از باز کردن یک بمب پستی در آشپزخانه خانه‌اش در بیرمنگام، آلاباما به همراه همسرش، هلن، به شدت مجروح شدند.[۱۱][۱۲]
- ۱۹۹۰: کشیش مایکل لپسی یک بمب پستی که از سوی دولت آفریقای جنوبی برای دفتر بین‌المللی همکاری و در داخل دو مجله مذهبی پنهان شده بود ارسال شد که با انفجار آن کشیش هر دو دست و چشم خود را از دست داد.
- اواسط دهه ۱۹۹۰: در اتریش فرانتس فوچس، بمب‌گذار نامه‌های سریالی اتریشی، باعث کشته شدن چهار تن و مجروح شدن ۱۵ نفر با امواج بمب‌های پستی و بمب کنارجاده‌ای، شد.[۱۳]
- ۱۹۹۶: برای خواننده بیورک یک بمب توسط هوادارش ریکاردو لوپز فرستاده شده بود این بمب شامل مواد منفجره و اسید سولفوریک بود. این بمب بدست او نرسید و به‌طور تصادفی توسط پلیس لندن کشف شد.
- فوریه ۲۰۰۷: یک سری از بمبهای پستی در بریتانیا، نه نفر را زخمی کرد، ولی آسیب آن‌ها جدی نبود.
- ژانویه ۲۰۰۷: یک بمب‌گذار که خود را اسقف می‌نامید، چند بمب پستی را به شرکت‌های مالی در ایالات متحده فرستاد و در آوریل ۲۰۰۷دستگیر شد.[۱۴]
- اوت ۲۰۰۷: یک مهاجر لبنانی، آدل آرنو، در ارتباط با یک سری بمب نامه‌ای در منطقه تورنتو- گوئلف در انتاریو، کانادا، متهم شد. گفته می‌شود که این بمبها یک نفر را مجروح کرده‌است. همچنین ادعا می‌شود که وی مسئول بسته شدن بخشی از پارک دون دره در تورنتو در تاریخ ۳۱ اوت ۲۰۰۷ بود.
- آوریل ۲۰۱۱: نیل لنون و دو طرفدار برجسته باشگاه فوتبال سلتیک برایشان بمب‌های پستی فرستاده شده بود.[۱۵]
- فوریه ۲۰۱۴: یک سری هفت بمب نامه‌ای به دفاتر استخدام نیروهای مسلح در انگلیس فرستاده شد که همه نشانه‌هایی از تروریسم مربوط به ایرلند شمالی بود.
- سپتامبر ۲۰۱۵: حداقل شش نفر کشته و ده‌ها تن دیگر در انفجار در ۱۵ محل در شهرستان گوانگشی در ناحیه‌ای در چین زخمی شدند. گفته می‌شود مواد منفجره در بسته‌های پستی اکسپرس ارسال شده بودند.[۱۶]
- ۲۵ مه ۲۰۱۷: یک بمب نامه‌ای مشکوک در خودروی لوکاس پاپادموس، نخست‌وزیر سابق یونان، منفجر شد، که باعث آسیب رساندن به پاپادموس، راننده او و یکی دیگر از مقامات شد.[۱۷][۱۸]
- ۲۸ ژوئیه ۲۰۱۷: یک صاحب خانه در کویینز نیویورک بر اثر انفجار یک بسته شبیه به یک ظرف جو که برای چند روز در بیرون درب خانه‌اش گذاشته شده بود دچار سوختگی شدید شد که بعد از ۴ روز جان خود را از دست داد. یو اس پی اس در مورد اینکه آیا بسته از طریق پست ارسال شده بود اظهار نظری نکرد.[۱۹]